# Боевые отравляющие вещества

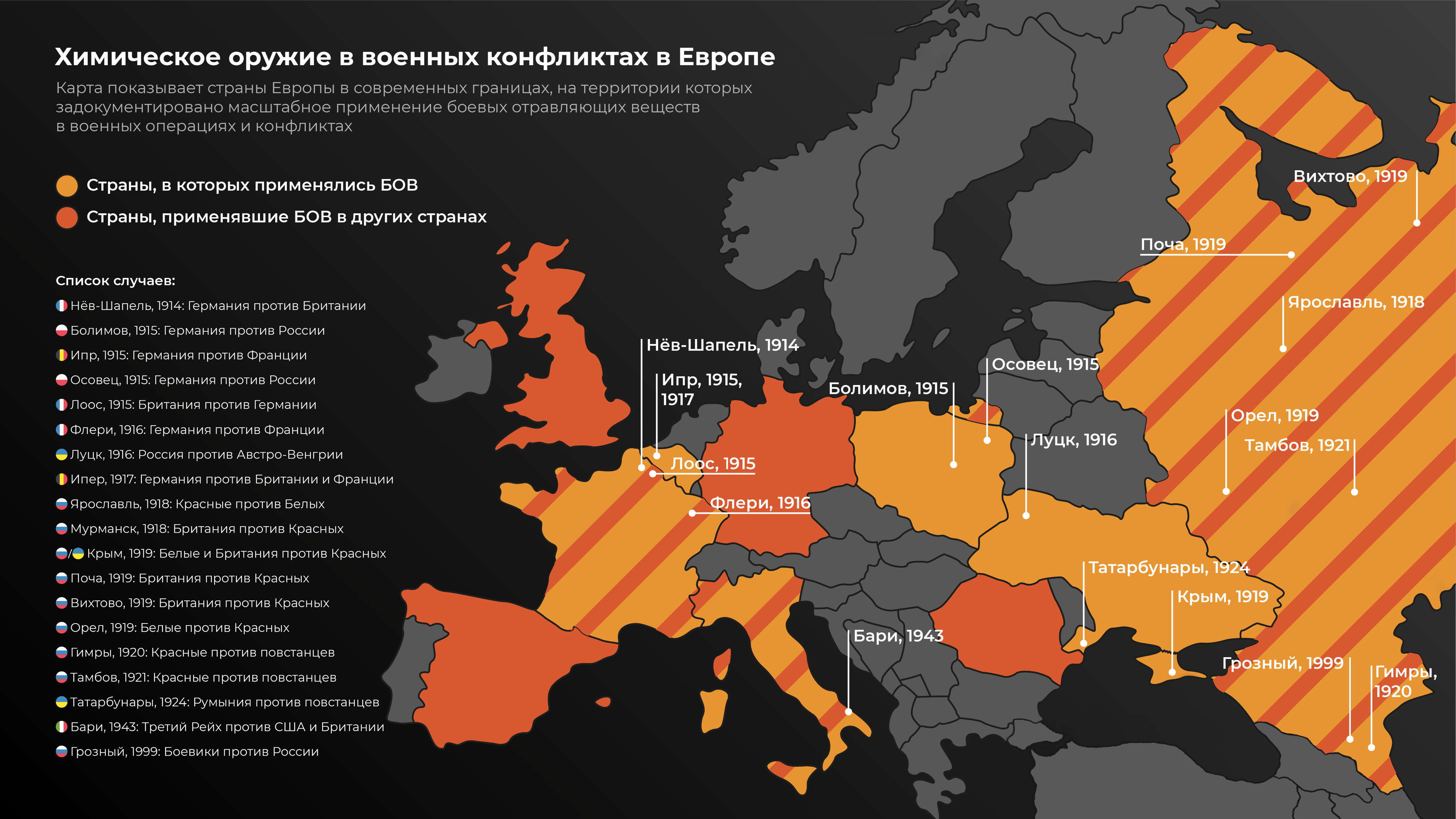
Применение химического оружия в Европе

Боевые отравляющие вещества́ (БОВ) — ядовитые химические соединения, предназначенные для поражения живой силы противника.
ОВ могут воздействовать на организм через органы дыхания, кожные покровы и пищеварительный тракт. Боевые свойства (боевая эффективность) ОВ определяются их токсичностью (обусловленной способностью ингибировать ферменты или взаимодействовать с рецепторами), физико-химическими свойствами (летучесть, растворимость, устойчивость к гидролизу и т. д.), способностью проникать через биобарьеры теплокровных и преодолевать средства защиты.
Боевые отравляющие вещества являются основным поражающим элементом химического оружия.

## Классификация
Наиболее распространены тактические и физиологические классификации ОВ.

### Тактическая классификация
- По упругости насыщенных паров (летучесть) на:

1. нестойкие (фосген, синильная кислота);
2. стойкие (иприт, люизит, VX);
3. ядовито-дымные (адамсит, хлорацетофенон).

- По характеру воздействия на живую силу на:

1. смертельные (зарин, иприт);
2. временно выводящие личный состав из строя (хлорацетофенон, хинуклидил-3-бензилат);
3. раздражающие: (адамсит, CS, CR, хлорацетофенон);
4. учебные: (хлорпикрин);

- По быстроте наступления поражающего действия:

1. быстродействующие — не имеют периода скрытого действия (зарин, зоман, VX, AC, CH, CS, CR);
2. медленно действующие — обладают периодом скрытого действия (иприт, фосген, BZ, люизит, адамсит);

### Физиологическая классификация
Согласно физиологической классификации боевые отравляющие вещества подразделяют на:
1. нервно-паралитические (фосфорорганические соединения): зарин, зоман, табун, VX;
2. общеядовитые: синильная кислота, хлорциан, рицин;
3. удушающие: фосген, дифосген;
4. кожно-нарывные: иприты, азотистые иприты, люизит;
5. инкапаситанты (несмертельного действия):

- психохимические (психотомиметики: симпатомиметики, гликолаты, каннабинолы, диссоциативные анестетики, наркотические анестетики): хинуклидил-3-бензилат (BZ);
- физиканты (дисрегуляторы в концентрациях обратимо временно выводящие из строя, могут применяться аэрозольно или энтерально через воду, еду): наркотические анальгетики (вызывают обездвиживание и потерю сознания: карфентанил, суфентанил, алфентанил), нейролептики (вызывают акатизию и каталепсию: бутирофеноны, тиоксантаны), треморгены (вызывают тремор и атаксию: оксотреморин), эметики (вызывают неукротимую рвоту, препятствующую в свою очередь применению противогазов: апоморфин, стафилококковый энтеро н B);
- раздражающего действия (ирританты):

- раздражающие рецепторы дыхательных путей (стерниты) и кожи: адамсит, дифенилхлорарсин, дифенилцианарсин;
- рефлекторно увеличивающие слёзообразование (лакриматоры): хлорпикрин, хлорацетофенон, дибензоксазепин, хлорбензальмалондинитрил, бромбензилцианид;
- калечащего действия: ОВ кожно нарывного действия в концентрациях, не вызывающих летальных исходов, и ирританты при высоких концентрациях, вызывающих передозировки.

## Защита от ОВ
В комплекс мероприятий по защите от ОВ входят их индикация или обнаружение, дегазация, дезинфекция, а также использование средств индивидуальной защиты (противогазы, изолирующие дыхательные аппараты, плащи, костюмы из прорезиненной ткани совместно со средствами защиты кожи фильтрующего типа, антидоты, защитные кремы, индивидуальные противохимические препараты) и коллективной защиты (к примеру объекты оборудованные ФВУ). Проведение специальной обработки местности, объектов, техники и санитарной обработки людей.

## Историческая справка
Первое боевое применение ОВ состоялось в ходе Первой мировой войны. Первыми их в августе 1914 года применили французы: это были 26-мм гранаты, наполненные слезоточивым газом (этилбромацетат). Но запасы этилбромацетата у союзников быстро подошли к концу, и французская администрация заменила его другим агентом — хлорацетоном. В октябре 1914 года немецкие войска открыли огонь снарядами, частично наполненными химическим раздражителем, против британцев в Битве при Нев-Шапель, однако достигнутая концентрация газа была едва заметна. В феврале 1915 года французские войска стали использовать винтовочные гранаты с хлором. Однако данный способ боевого применения отравляющих газов был весьма неэффективен и не создавал значительной их концентрации на позициях противника. Гораздо более удачным был опыт кайзеровских войск в боях 22 апреля 1915 в районе города Ипр: 4-я германская армия нанесла контрудар на Ипрский выступ, упредив готовившееся наступление англо-французских войск, и заняла большую часть выступа. В первый день боёв германские войска применили распыление хлора из установленных на своих передовых позициях баллонов, когда ветер подул в направлении на англо-французские окопы, и нанесли противнику тяжёлые потери в живой силе, добившись эффекта массового поражения, благодаря чему этот случай боевого применение ОВ стал широко известен. (Собственно это первый опыт достаточно эффективного боевого применения ОВ.)
На Восточном фронте немцы впервые применили против русских войск ОВ (газообразный хлор) в мае-июне (старый стиль) 1915 года под Болимовым. Всего против русских войск под Болимовым было проведено пять химических атак:
1. Газобаллонная атака 18/31 мая 1915 года: всего отравлено хлором - 9038 человек, из них умерло - 1183 человека.
2. Газобаллонная атака в ночь с 23 на 24 мая (с 5 на 6 июня) 1915 года: отравлено хлором 12 человек.
3. Газобаллонная атака 30 мая/12 июня 1915 года: всего отравлено хлором - 2285 человек, из них умерло на позициях - 73 человека.  В ходе химической атаки, проведённой 30 мая/12 июня, 2989 человек пропало без вести. Из них 1660 человек попало в плен, остальные 1329 человек согласно русским источникам были ранены, убиты или отравлены газами и остались на поле боя, который остался за неприятелем, поэтому эти потери от отравления хлором не были учтены русским командованием[3]. В результате число отравленных хлором во время химической атаки 30 мая/12 июня 1915 года было больше приведённых выше официальных данных.
4. Газобалонная атака 4/17 июня 1915 года: пострадавших от газа не было.
5. Газобаллонная атака в ночь с 23 на 24 июня (с 6 на 7 июля) 1915 года: всего отравлено хлором - 10104 человека, из них умерло 1775 человек.

Шестая газобаллонная атака была проведена немцами  24 мая/6 июня 1915 года под деревней Конопница около города Рава (соврем. Рава-Мазовецкая) 40 километров южнее Болимова. отравлено хлором 13 человек
6 августа 1915 года против защитников русской крепости Осовец германские войска  применили отравляющие вещества, представлявшие собой соединения хлора и брома.
Очередная газовая атака против русских войск произведена под Сморгонью в ночь с 19 на 20 июля 1916 года.
В июне 1916 г. химическое оружие широко применялось и русскими войсками в ходе Брусиловского прорыва. 76-мм снаряды с зарядами ОВ удушающего (хлорпикрин) и общеядовитого (фосген, венсинит) действия показали свою высокую эффективность при подавлении артиллерийских батарей противника (в данном случае австро-венгров).
Первым международным правовым актом, запрещающим военное применение ОВ, стал Женевский протокол 1925 года.
Историческая справка взята из Deyne V. de, Ypres…, Liége, 1925.[уточнить]
Под впечатлением от боевого применения ОВ в Первой мировой войне многие государства начали лихорадочную подготовку к массовому применению ОВ в будущих войнах. Подготовка включала как оснащение войск средствами противохимической защиты, так и меры по защите гражданского населения. В 1920-х годах в ряде стран проводились регулярные учения гражданского населения по действиям в условиях химической атаки. К началу 2-й мировой войны большинство передовых государств подошло с развитой системой химической защиты. Например, в СССР была создана полувоенная организация ОСОАВИАХИМ.
Тем не менее, за всю историю войн и локальных конфликтов после Первой Мировой войны применение боевых ОВ носило эпизодический и притом не массовый характер. Главной причиной этого явилась относительно низкая эффективность боевого применения ОВ как средства массового поражения. Эффективность применения ОВ в Первой мировой войне была во многом преувеличена психологическим шоком от их применения как нового, ранее неизвестного оружия. Сильно сказалось и первоначальное отсутствие средств защиты от ОВ. В 1920-е годы расчёты военных показали, что эффект от боевого применения боеприпасов с ОВ намного ниже эффекта от применения обычных боеприпасов (принималось в расчёт количество солдат противника, выводимых из строя, например, после часового обстрела позиций химическими снарядами и фугасными). Также эффект ОВ во многом зависит от таких погодных факторов, как направление и сила ветра, влажность и температура воздуха, атмосферное давление и так далее. Это делает эффект боевого применения ОВ почти непредсказуемым. Хранение боеприпасов с ОВ технически намного сложнее хранения обычных боеприпасов. Утилизация повреждённых химических боеприпасов в полевых условиях невозможна. Все эти факторы, плюс ставшая нормой массовая распространённость эффективных средств защиты, сделали военное применение ОВ затруднительным и, за редким исключением, бессмысленным.
Но само наличие на вооружении химического оружия является мощным психологическим фактором воздействия на противника и сдерживания его от применения своего химического оружия, заставляя армии проводить масштабные мероприятия по противохимической защите. Эффективность воздействия, при всей его непредсказуемости, на неподготовленного противника (и тем более неподготовленное гражданское население) остаётся высокой, причём психологический эффект превышает собственно боевой.
Помимо невысокой боевой эффективности, основным фактором сдерживания является резко негативное отношение общества к самому факту боевого применения любого оружия массового поражения, в том числе и химического.

## Обозначение
| Вещество              | Шифр армии США                                            | Шифр советской армии                   | Шифр Эджвудского арсенала  |
| --------------------- | --------------------------------------------------------- | -------------------------------------- | -------------------------- |
| Циановодород          | AC                                                        | Р-2                                    |                            |
| Иприт                 | H (неочищенный) HD (дистиллированный) HT, VV (загущённый) | Р-5 (иприт Зайкова) ВР-16 (загущённый) | EA 1033                    |
| Фосген                | CG                                                        | Р-10                                   |                            |
| Люизит                | L                                                         | Р-43 ВР-43 (загущённый)                | ЕА 1034                    |
| Адамсит               | DM                                                        | Р-15                                   | ЕА 1277                    |
| Зарин                 | GB                                                        | Р-35                                   | ЕА 1208 ЕА 5823 (бинарный) |
| Зоман                 | GD                                                        | Р-55 ВР-55 (загущённый)                | ЕА 1210                    |
| Табун                 | GA                                                        | Р-18                                   | ЕА 1205                    |
| Хинуклидил-3-бензилат | BZ                                                        | Р-78                                   | ЕА 2277                    |

## Полицейское и гражданское применение ОВ

### Устройства для применения
- Электрический автомат ГСМ-710